# 펠라르곤산
펠라르곤산(영어: pelargonic acid)은 또한 노난산(영어: nonanoic acid)이라고도 불리는데 말단에 카복실산을 가지는 9개의 탄소로 구성된 유기 화합물로 화학식은 CH3(CH2)7COOH이다. 노난산의 에스터(에스테르)와 염은 노나노에이트라고 부른다. 펠라르곤산은 불쾌한 썩은 냄새가 나는 맑고 기름기가 있는 액체이다. 물에는 거의 녹지 않지만, 클로로포름, 에테르 및 헥산에는 잘 녹는다. 잔디밭에서 잡초를 신속히 방제하기 위해 일반적으로 글리포세이트, 비선택적 제초제와 함께 사용된다.
펠라르곤산의 굴절률은 1.4322이고 임계점은 712 K (439 °C) 와 2.35 MPa이다.

## 발생 및 사용
펠라르곤산은 펠라르고늄(pelargonium)의 기름에 있는 에스터로 자연적으로 생기는 지방산이다. 메틸 노나노에이트와 같은 합성 에스터는 향료로 사용된다.
펠라르곤산은 가소제 및 래커의 제조에도 사용된다.
유도체인 4-노나노일모르폴린(4-nonanoylmorpholine)은 일부 페퍼 스프레이의 성분이다.
노난산의 암모늄 염인 암모늄 노나노에이트는 제초제이다.

## 가능한 약리학적 영향
펠라르곤산은 발작 치료에 발프로산보다 더 강력하다. 게다가 발프로산과는 달리 펠라르곤산은 히스톤 탈아세틸화효소(HDAC) 억제 효과를 나타내지 않아 히스톤 탈아세틸화효소 억제와 관련된 기형 발생 가능성을 나타내지 않는다.